# Nu descendant un escalier no 2
Nu descendant un escalier no 2 (Naakt de trap aflopend nr. 2) is een schilderij van Marcel Duchamp uit 1912. Het wordt beschouwd als een klassieker uit het modernisme. Vóór de eerste presentatie op de Salon des Indépendants in Parijs in 1912 werd het door de kubisten afgewezen als te futuristisch. Het schilderij werd vervolgens getoond en belachelijk gemaakt op de Armory Show in 1913. Het schilderij werd gereproduceerd door Guillaume Apollinaire in zijn boek uit 1913, Les Peintres Cubistes, Méditations Esthétiques.
Nu descendant un escalier no 2 bevindt zich in de Louise en Walter Arensberg Collectie in het Philadelphia Museum of Art.

## Beschrijving
Het schilderij is een schijnbaar portret van een figuur in een abstracte beweging geschilderd in bruin- en okerachtige kleuren, waarbij de suggestie wordt gewekt dat de figuur een trap afloopt. De waarneembare "lichaamsdelen" van de figuur zijn samengesteld uit geneste, conische en cilindrische abstracte elementen, op een zodanige manier samengevoegd dat ze ritme suggereren en de beweging van de figuur samenvoegen. Links onderaan plaatste Duchamp de titel "NU DESCENDANT UN ESCALIER" in blokletters, al dan niet gerelateerd aan het werk. De vraag of de figuur een menselijk lichaam voorstelt, blijft onbeantwoord; de figuur geeft geen aanwijzingen over zijn leeftijd, individualiteit of karakter, terwijl het geslacht van  het  woord "nu" mannelijk is.

## Achtergrond
Het schilderij combineert zowel elementen uit de kubistische als de futuristische stijl. In de compositie geeft Duchamp beweging weer door opeenvolgende bovenop elkaar geplaatste beelden, vergelijkbaar met de stroboscopische bewegingsfotografie. Duchamp erkende ook de invloed van de stop-motion fotografie van Étienne-Jules Marey en in het bijzonder Eadweard Muybridge 's Woman Walking Downstairs uit zijn fotoserie uit 1887, gepubliceerd als The Human Figure in Motion .

Eadweard Muybridge : Woman Walking Downstairs - 1887

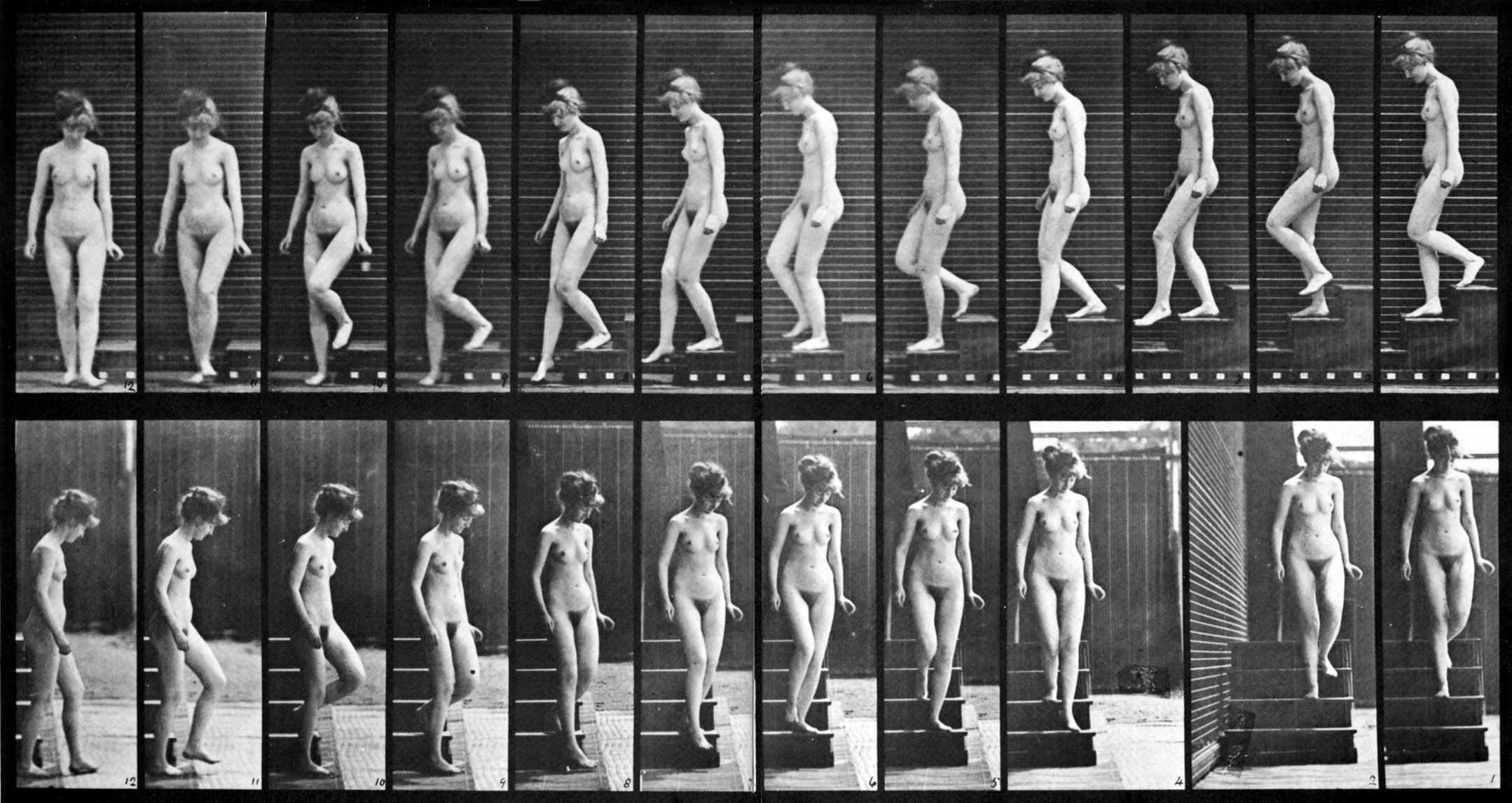

## No2
Dit schilderij is een tweede variant op hetzelfde thema. In 1911 maakte Duchamp Nu descendant un escalier no 1 (olieverf op karton en paneel, 95,9 × 60,3 cm). Ook de eerste versie bevindt zich in de Louise en Walter Arensberg Collectie.
Met behulp van een stenciltechniek (pochoir in het Frans) heeft Duchamp in een gelimiteerde oplage een onbekend aantal exacte reproducties van het schilderij gemaakt, met name voor zijn vrienden. Om de authenticiteit te kunnen aantonen van het werk voegde Duchamp aan deze met de hand gekleurde pochoirs een gesigneerde postzegel toe.

## Ophef

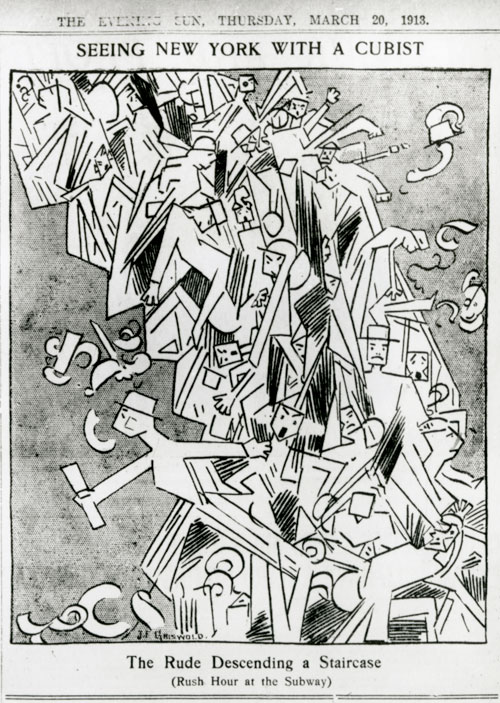
Een parodie uit 1913, The Rude descending a staircase (Rush-Hour at the Subway), in The New York Evening Sun, 20 maart 1913

Duchamp was van plan dit schilderij te tonen op de Salon des Indépendants in Parijs in 1912.  Er kwam echter kritiek op de titel van het werk. Een vooraanstaand kubist, Albert Gleizes, deed het verzoek aan een broer van Duchamp hem te vragen de titel van het werk te wijzigen. Duchamp weigerde dit en trok het werk terug voor deze tentoonstelling (Hupfauf, 2019).
Het schilderij werd voor het eerst tentoongesteld in Galeries Dalmau op de Exposició d'Art Cubista in Barcelona (1912). Een jaar later werd het schilderij tentoongesteld in New York op de Armory Show. Het schilderij zorgde in de Verenigde Staten voor veel ophef. Tot dan toe waren de Amerikanen vooral gewend aan realistisch geschilderde werken, Nu descendant un escalier no 2 werd ontvangen met veel hoon en kritiek. Zo schreef een kunstcriticus van de The New York Times dat het werk leek op 'een explosie in een grindfabriek'. Cartoonisten publiceerde diverse parodieën, zoals The Rude descending a staircase (zie afbeelding). Food Descending a Staircase werd tentoongesteld op een show die de meest schandalige werken in de Armory parodieerde en tegelijkertijd werd gehouden in The Lighthouse School for the Blind. In American Art News werden prijzen aangeboden aan iedereen die het naakt kon vinden.
Overigens pakte de ophef rondom het schilderij goed uit voor Duchamp, het stelde hem in staat diverse schilderijen te verkopen en meer bekendheid te verkrijgen. Uiteindelijk kon hij het zich zelfs veroorloven naar New York af te reizen en zich te mengen in de kunstwereld van de Avant-Gardisten (Hupfauf, 2019).

## Provenance
Naar aanleiding van de ophef op de Armory show werd het schilderij al vrij snel ongezien aangekocht door Frederic Torrey, een kunsthandelaar uit Californië. In 1919 werd het schilderij verkocht aan Louise en Walter Arensberg en in 1954 kwam het in de collectie van het Philadelphia Museum of Art als legaat van de Arensberg.

## Eerbetoon

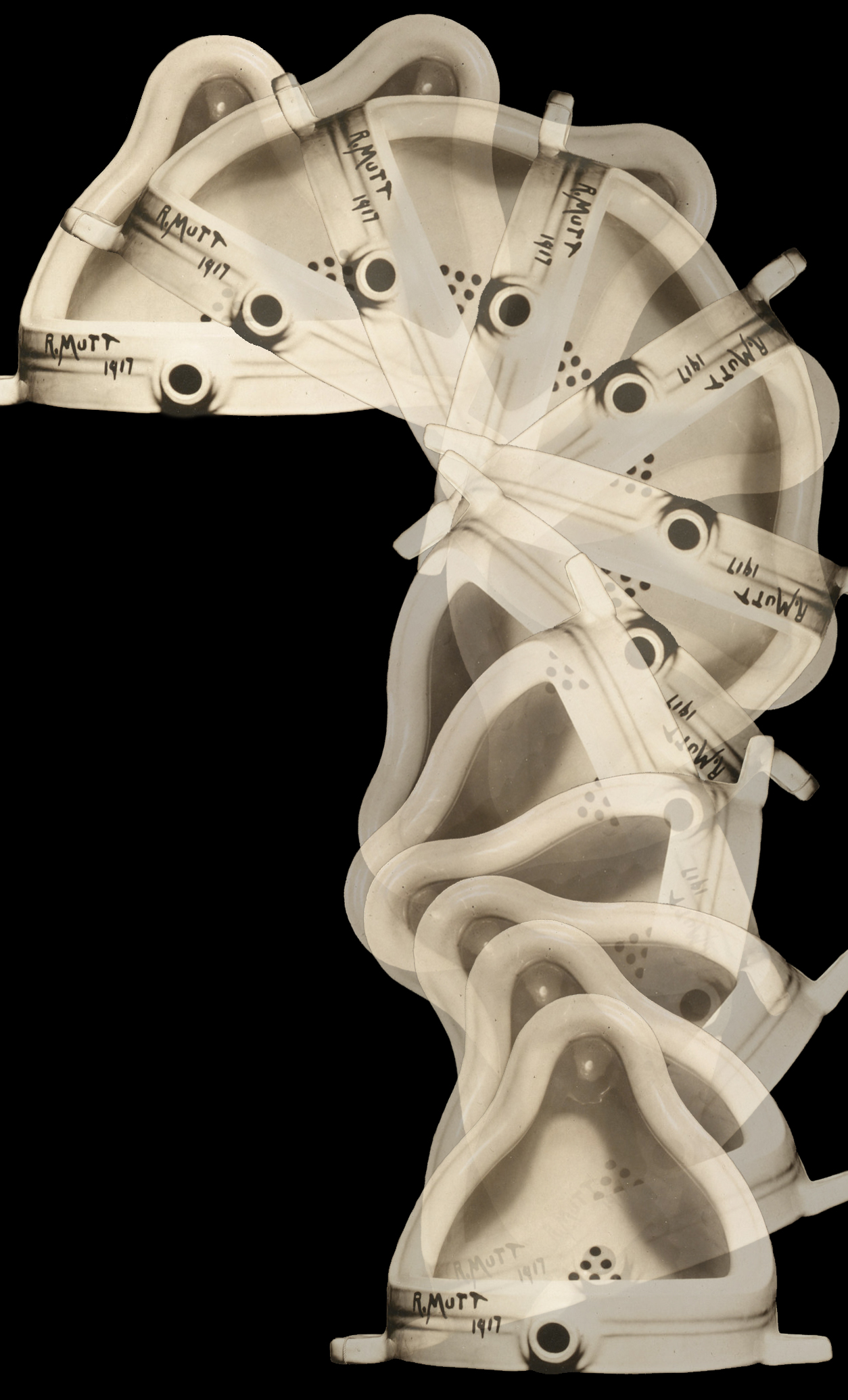
Fountain Descending a Staircase, No. 2 (2018), gebruikt herhaalde afbeeldingen van Marcel Duchamp's sculptuur uit 1917, Fountain

Diverse (amateur) kunstenaars hebben zich inmiddels laten inspireren door dit specifieke werk van Duchamp, een aantal voorbeelden hiervan zijn:
- Femme nue montant l'escalier (Naakte vrouw die een trap op klimt) (1937), schilderij door Joan Miró.
- A Nude Descends a Staircase (Naakt dat een trap afloopt) (1942), stroboscopische foto door Gjon Mili.
- Ema (Naakt op een trap) (1966), schilderij door Gerhard Richter.[5]
- Nude Descending a Staircase (Naakt dat een trap afloopt) (1976), video-installatie door Shigeko Kubota.[6]